# Parafia Matki Bożej Bolesnej w Łukowej
Parafia Matki Bożej Bolesnej w Łukowej – rzymskokatolicka parafia znajdująca się w diecezji tarnowskiej w dekanacie Tarnów Północ w Polsce.

## Proboszczowie
- ks. prał. Eugeniusz Olech (1963–1994)[1]
- ks. Czesław Górka (od 1994)

## Historia
Parafię erygował w 1925 biskup tarnowski Leon Wałęga. Nieco wcześniej zbudowano kościół.